# Klampok (Singosari)
Klampok is een bestuurslaag in het regentschap Malang van de provincie Oost-Java, Indonesië. Klampok telt 10.504 inwoners (volkstelling 2010).